# Капланов, Алексей Рамазанович
Алексей Рамазанович Капланов (род. 28 декабря 1981 или 28 декабря 1978) — российский футболист, полузащитник, игрок в пляжный футбол.

## Биография
В первенстве России по футболу играл за клубы КФК/ЛФЛ «Чертаново» (1999), «Серп и Молот» Москва (1999—2000), «Дмитров» (2003), «Зеленоград» (2004—2006), «Строймеханизация» Москва (2006)
В сезоне 2004/05 провёл 15 матчей, забил два гола в чемпионате Азербайджана за «Гянджу».
Бронзовый призёр чемпионата России по пляжному футболу 2006 года в составе клуба «Сити МФТИ». Игрок команды «Спутник» Самара в Кубке России по пляжному футболу 2008.
Затем — игрок зеленоградских команд различных разновидностей любительского футбола.